# Cachorros de la Universidad Autónoma de Nuevo León
El Club de Fútbol Cachorros de la Universidad Autónoma de Nuevo León, o simplemente Cachorros de la UANL, fue un equipo de fútbol mexicano que participó en la Segunda División de México. Era la filial de los Tigres UANL, equipo de la Primera División de México.

## Historia
En 2002, el equipo de Tigres UANL funda esta filial para que participara en la Segunda División de México. En el torneo Independencia 2010, el equipo logra el campeonato de la Liga de Nuevos Talentos (hoy llamada Serie B) frente a los Académicos de Atlas. Sin embargo, perdería la final de ascenso contra los Cachorros León.
Para el Apertura 2015, se estableció que todos los equipos de la Liga MX debían contar con una filial en la Segunda División de México, por lo que se tomó la plantilla y el cuerpo técnico de Cachorros para fundar el Tigres UANL Premier, desapareciendo así a los Cachorros UANL.

## Jugadores
jesus angel martinez Rodríguez

## Palmarés
| Competición nacional                                   | Títulos             | Subcampeonatos |
| ------------------------------------------------------ | ------------------- | -------------- |
| Liga de Nuevos Talentos de México (1)                  | Independencia 2010. |                |
| Campeón de Ascenso de la Liga de Nuevos Talentos (0/1) |                     | 2010-11.       |